# Sharp MZ-700
Sharp MZ-700 bilo je 8-bitno kućno računalo koje je proizvodila japanska tvrtka Sharp, član obitelji računala Sharp MZ čiji je prvi model izišao na tržište 1978. Računalo je bilo zasnovano na 8-bitnom mikroprocesoru LH0080A koje je proizvodio Sharp i koji je bio potpuno kompatibilan s procesorom Zilog Z80. Računalo se pojavilo na tržištu 1982., a u Jugoslaviji je ovo računalo prodavala je tvrtka TOZD Contal iz Slovenije od kraja 1984.

## Tehnička svojstva
Osnovni model MZ-711
- Procesor: LH0080A (kompatibilan sa Zilogom Z80), takt: 3,5 MHz
- ROM: 6 kb (4 kB (monitor) + 2 kB generator znakova)
- RAM: 64 kB
- Grafičke i tekstovne mogućnosti: 
  - VRAM 4 kB  (80 x 50 točkica u 8 boja)
  - generator znakova: 2 kB  (40 znakova x 25 linija)
- Video izlaz: 
  - TV modulator
  - zaslon
- Ulazno/izlazne jedinice:
  - ugrađeni kazetofon (model M-721) (brzina prijenosa podataka 1200 bita/sek)
  - ugrađeni pisač + ugrađeni kazetofon (Model M-731)
  - ugrađeni zvučnik
- Međusklopovi:
  - paralelni za pisač
  - izlaz za kazetofon

## Vanjske poveznice
- Web stranice posvećene svim računalima Sharp iz serije MZ